# Устройство защиты при дуговом пробое
Устройство защиты при дуговом пробое (УЗДП), в документации производителей также устройство защиты от искрения (УЗИс), AFCI, AFDD — электронное устройство, предназначенное для снижения эффектов дугового пробоя путём разъединения цепи при обнаружении дугового пробоя. Основная сфера применения УЗДП — бытовые низковольтные сети, основная задача УЗДП — предотвращение пожара, вызванного дуговым пробоем (искрением) неисправной проводки. В отличие от промышленных систем дуговой защиты, наблюдающих за точечными источниками дугового пробоя с помощью оптоэлектронных датчиков, бытовое УЗДП отслеживает и анализирует высокочастотные составляющие тока, протекающего в контролируемой цепи. УЗДП — сложный прибор на базе микроконтроллера, реализующего проприетарные алгоритмы цифровой селекции и обработки сигналов.
Внедрение УЗДП на рынок США началось в 1999 году, на рынок Западной Европы в 2012 году. С 1 марта 2024 года УЗДП обязательны в России. Важнейшая, не решённая полностью проблема конструирования и эксплуатации УЗДП — ложные срабатывания защиты из-за высокочастотных помех, не связанных с аварийным дуговым пробоем.

## Дуговой пробой в бытовых сетях
| Вид пробоя                                | Вероятность срабатывания устройств защиты | Вероятность срабатывания устройств защиты | Вероятность срабатывания устройств защиты | Вероятность срабатывания устройств защиты |
| Вид пробоя                                | АВ                                        | УЗО                                       | АВДТ                                      | УЗДП                                      |
| ----------------------------------------- | ----------------------------------------- | ----------------------------------------- | ----------------------------------------- | ----------------------------------------- |
| Параллельный фаза-земля                   | Вероятно                                  | Да                                        | Да                                        | Да                                        |
| Параллельный фаза-нейтраль                | Вероятно                                  | Нет                                       | Вероятно                                  | Да                                        |
| Последовательный в цепи фазы или нейтрали | Нет                                       | Нет                                       | Нет                                       | Да                                        |

Дуговой пробой — непреднамеренная последовательная или параллельная электрическая дуга между проводниками — вызывает опасный локальный перегрев проводников и воспламенение их изоляции и примыкающих строительных конструкций; это одна из основных причин бытовых пожаров из-за неисправностей электрической проводки. Дуговой пробой зачастую невозможно обнаружить и пресечь с помощью традиционных предохранителей, автоматических выключателей (АВ, «автоматов») и устройств дифференциального тока (УЗО) или их комбинаций (автоматические выключатели, управляемые дифференциальными током — АВДТ, или «дифференциальные автоматы»).
Параллельный пробой между фазным проводом (L) и проводом заземления (PE) может и должен быть обнаружен устройством дифференциального тока; параллельный пробой между фазным проводом и нейтралью (N) УЗО не детектируется. При катастрофических пробоях, сопровождающих короткое замыкание фазы на нейтраль или землю, должен оперативно сработать электромагнитный расцепитель автоматического выключателя, но на практике это происходит не всегда. Фактические величины сверхтоков короткого замыкания в бытовой проводке составляют, по данным Siemens, от 150 до 500 А. На нижней границе этого диапазона гарантированно быстро сработает лишь «автомат» на номинальный ток не более 16 А с время-токовой характеристикой B. Быстрое срабатывание автоматов на бо́льшие токи, или с характеристикой С в этих условиях не гарантируется.
Последовательный дуговой пробой (искрение) в цепи нагрузки не детектируется ни автоматическими выключателями, ни УЗО, ни АВДТ: ток, протекающий в цепи при последовательном пробое, меньше, чем ток в исправной цепи. Типичные причины последовательных дуговых пробоев — длительный перегрев проводов недостаточного сечения, старение изоляционных материалов, локальные повреждения проводов, ослабленные контакты розеток, выключателей и патронов для электроламп. Воспламенение наиболее вероятно в диапазоне токов дуги 3—10 А; необходимая для воспламенения длительность дуги не превышает 20 с. Этот тип пробоя наименее заметен, и потому наиболее опасен.
Характерная особенность тока дугового пробоя — широкий спектр с частотным распределением, близким к розовому шуму, и простирающийся до примерно 1 ГГц. Этот широкополосный сигнал естественным образом модулируется удвоенной сетевой частотой (100 либо 120 Гц): в окрестности перехода напряжения сети через ноль дуга прерывается, генерация высокочастотной помехи прекращается; с ростом мгновенного значения напряжения дуга загорается вновь. Устройства защиты при дуговом пробое детектируют оба эти признака — спектральную сигнатуру и амплитудную модуляцию — и приводят в действие защитный расцепитель тогда, и только тогда, когда оба признака наблюдаются в течение достаточно долгого, но не слишком долгого времени. Слишком быстрая реакция приводит к ложным срабатываниям, слишком медленная — к пожарам. Чем больше ток дугового пробоя в контролируемой цепи, тем меньшим временем принятия решения располагает устройство защиты.

## Внедрение, стандартизация, основные характеристики
| Конструктивные варианты                                                                   | Конструктивные варианты                                                              | Конструктивные варианты                                                                                      |
| ----------------------------------------------------------------------------------------- | ------------------------------------------------------------------------------------ | --- |
|                                                                                           |                                                                                      | |
| Одномодульное УЗДП американского стандарта. Белая спираль — провод подключения к нейтрали | Одномодульный БОДП европейского стандарта, работающий в связке с внешним АВ или АВДТ | Двухмодульное УЗДП российского бренда, использующее вместо механического разъединителя электромагнитное реле |

### Северная Америка
УЗДП — детище развития микропроцессорных технологий. Первые патенты на средства защиты от дугового пробоя были выданы ещё в 1930-е годы, но применяемые на практике технические решения были запатентованы в 1990—2005 годы. Основные разработки были выполнены в США по заказу государственных органов и отраслевых ассоциаций, встревоженных неблагоприятной статистикой пожаров в стране. В 1980-е годы риск гибели от пожара в США превосходил показатели европейских стран в 2—4 раза, а основной причиной пожаров были неисправности проводки жилых домов. Технически простейшее решение — ужесточение время-токовых характеристик автоматических выключателей — было отвергнуто; взамен в 1996 году UL и Ассоциация производителей электрооборудования (NEMA) стали продвигать внедрение УЗДП.
Первые устройства нового типа появились на рынке США в 1997 году; в 1999 разработчик национальных правил безопасности (NFPA) потребовал обязательного применения УЗДП на линиях, питающих розетки в спальных комнатах жилых домов. В 2002—2008 годы сфера обязательного применения и функционал УЗДП последовательно расширялись; в то же время поток новых патентных заявок иссяк — технология, как казалось, достигла зрелого уровня. С 2008 года электрические цепи всех, без исключения, жилых помещений следовало защищать одновременно автоматическими выключателями, УЗО и УЗДП, способными детектировать и параллельные, и последовательные пробои. Новые правила, однако, не имели силы федерального закона, и должны были утверждаться законодателями каждого штата в отдельности. В Канаде требование обязательной установки УЗДП, аналогичное американскому, впервые появилось в 2002 году.
«Комбинированные УЗДП» (англ. combination AFCI) американского стандарта, предназначенные для защиты индивидуальных линий, совмещают функции автоматического выключателя на 15 или 20 А и УЗДП с порогом срабатывания при последовательном пробое 5 А. «Групповые УЗДП» (англ. branch AFCI) американского стандарта, защищающие группы линий или всю проводку жилого дома, срабатывают при токе пробоя 75 А. Стоимость «комбинированного УЗДП», по американским данным 2007 года, составляла 30—35 долларов — в 10—20 раз дороже автоматического выключателя; по нормам 2008 года в типичном жилом доме следовало установить примерно двенадцать таких устройств. Удорожание комплектующих вызвало организованный протест строительных подрядчиков и представлявших их лоббистов, но давление страховщиков и производителей УЗДП оказалось сильнее, и к февралю 2019 года 47 из 50 штатов США сделали применение УЗДП обязательным на своих территориях.
Эксплуатация УЗДП первого поколения выявила массовые проблемы с ложными срабатываниями автоматики. В отдельных документированных случаях «ложное» срабатывание УЗДП вскрыло реально существовавшие дуговые пробои малой мощности, которые не обнаруживались ни визуально, ни традиционными средствами защиты. Намного чаще УЗДП срабатывали при подключении к исправным линиям исправной, но систематически искрящей аппаратуры. Пылесосы и электроинструменты, построенные на базе универсальных коллекторных электродвигателей, генерируют примерно тот же спектр высокочастотных помех, что и аварийный дуговой пробой, а мощность помехи от двигателя заметно превышает необходимый порог срабатывания УЗДП. Ток искрящей электродрели и ток последовательного дугового пробоя отличаются лишь частотой модуляции высокочастотной помехи: у дрели она пропорциональна оборотам двигателя.

### Европа
В странах Западной Европы внедрение УЗДП началось в 2012 году. Действующий стандарт МЭК 62606 был впервые введён в действие в 2013 году и пересмотрен в 2017 году. Вместо американской аббревиатуры AFCI (англ. Arc-fault circuit interrupter, «разъединитель при дуговом пробое»), в Европе вошла в обиход аббревиатура AFDD (англ. Arc-fault detection devicе, «устройство обнаружения дугового пробоя»). Европейский стандарт содержит только технические требования к самим УЗДП и методику их испытаний, и не содержит требований обязательной установки УЗДП. Составленный на основе МЭК 62606 германский стандарт был утверждён в 2014 году; в конце 2017 года в Германии вступила в силу национальная норма об обязательной установке индивидуальных УЗДП на линиях, прокладываемых в жилых комнатах, в постройках из горючих материалов, музеях и т.п. Российский ГОСТ МЭК 62606-2016 был принят в конце 2016 года; по состоянию на начало 2019 года национальная российская практика применения УЗДП ещё не сложилась.
Западноевропейская практика складывалась отлично от американской, как в силу иной нормативной среды и культуры строительства, так и в силу объективных причин. Дуговой пробой в сети 220—240 В развивается иначе, чем в американских сетях на 100—120 В: «европейская дуга» устойчивее «американской», она менее склонна к периодическим затуханиям с повторными вспышками. Минимальный ток дуги, детектируемый УЗДП в сети 230 В, должен составлять всего 2,5 А; европейский УЗДП обязан детектировать и последовательные, и параллельные пробои. Время срабатывания защиты при токе дугового пробоя 2,5 А должно составлять не более 1 с; с ростом детектируемого тока время срабатывания последовательно уменьшается, вплоть до 0,12 с при токе 32 А и выше. УЗДП европейского стандарта предназначены только для защиты индивидуальных линий; производители не рекомендуют или запрещают применять УЗДП для защиты групп линий, общеквартирных или общедомовых электросетей.

## Внутреннее устройство
Конструктивная основа типичного УЗДП европейского стандарта — силовой разъединитель с обязательным механизмом свободного расцепления, аналогичный применяемым в автоматических выключателях и УЗО. УЗДП, разъединяющий только фазный провод, обычно строится в стандартном двухмодульном корпусе: в одном модуле размещается блок обнаружения дугового пробоя (БОДП), в другом — механизм автоматического выключателя с штатными тепловым и электромагнитным расцепителями. Третий расцепитель, управляемый тиристорным ключом, отключает нагрузку по команде БОДП. Выпускаются также одномодульные БОДП, предназначенные для управления внешним автоматическим выключателем и трёхмодульные комбинированные УЗДП с функцией АВДТ.

Блок-схема УЗДП c двухполюсным механизмом автоматического выключателя. Производитель гарантирует корректную работу УЗДП при любом подключении входных шин — и снизу (как принято в Европе), и сверху (как принято в России).

Блок обнаружения дугового пробоя отслеживает ток в фазном проводнике с помощью двух трансформаторов тока. Трансформатор низкочастотного канала считывает мгновенное значение тока сетевой частоты, которое выпрямляется диодным мостом (без использования сглаживающего фильтра) и усиливается нормирующим усилителем. Трансформатор высокочастотного канала считывает сигнал в узкой полосе частот, лежащей в диапазоне от 5 до 50 МГЦ, исключая особо зашумлённую полосу 15—18 МГц. На практике в устройствах ABB используется полоса частот в окрестности 10 МГц, в устройства Siemens полоса частот 22—24 МГц (данные 2018 и 2012 годов). Узкополосный сигнал высокочастотного канала выпрямляется детектором среднеквадратического значения. Встроенный микроконтроллер БОДП оцифровывает оба аналоговых сигнала и анализирует их средствами цифровой обработки сигналов. Микроконтроллер питается от маломощного импульсного блока питания, включённого между фазным проводником и нейтралью; какие-либо иные соединения между ними в пределах УЗДП не допускаются.

## Алгоритм работы
Как правило, производители не разглашают алгоритмы обработки сигнала и принятия решения. Один из фактически применяемых алгоритмов, разработанный компанией Siemens, был оглашён в 2007 году и реализован в линейке УЗДП семейства Siemens 5SM6, вышедшей на рынок в 2012 году. УЗДП 5SM6 анализируют величину и скорость изменения огибающей на выходе высокочастотного канала в увязке с фазой низкочастотного сигнала. В течение примерно 80 % времени микроконтроллер обрабатывает признаки последовательного пробоя; оставшееся время занимает менее сложная обработка признаков параллельного пробоя.
Если и амплитуда, и скорость изменения огибающей высокочастотного сигнала превосходят заданные производителем пороги, то при ближайшем переходе низкочастотного сигнала через ноль программа увеличивает счётчик аварийного состояния. Если при этом программа распознаёт признаки нормального, не аварийного, искрения (свойственного, например, универсальным коллекторным электродвигателям), счётчик сбрасывается; в противном случае интегрирование ошибки продолжается, и по достижению заданного порога микроконтроллер выдаёт тиристорному ключу команду на отключение нагрузки. Повторное автоматическое подключение нагрузки после срабатывания защиты запрещено: так же, как и в случае обычного автоматического выключателя, это может сделать только человек.
Главная сложность конструирования УЗДП — выбор и настройка алгоритма, способного надёжно детектировать аварийные, пожароопасные пробои и одновременно не склонного к ложным срабатываниям от неопасных помех. По утверждению Siemens, дифференциальная диагностика дугового пробоя предполагает одновременное выполнение пяти условий:
- Мощность помехи, регистрируемой высокочастотным каналом БОДП, должна превосходить фоновый уровень как минимум на 15 дБ;
- Длительность регистрируемой помехи должна составлять не менее 60 % от предельного времени отключения, установленного МЭК 62606➤;
- В течение как минимум 95 % этой длительности должна наблюдаться модуляция помехи удвоенной сетевой частотой;
- В течение как минимум 80 % этой длительности мощность помехи должна быть стабильной;
- Ток в контролируемой цепи должен составлять не менее 1,5 А[35].

Процедура сертификации по МЭК 62606 предусматривает испытания УЗДП с семью различными «сложными» нагрузками: электродрелью мощностью 600 Вт, воздушным компрессором с пусковым током 65 А, тиристорным регулятором мощности на 600 Вт и так далее. Исправное УЗДП должно отключать такие нагрузки при последовательном дуговом пробое минимальной мощности (ток испытательной дуги 2,5 А), и не должно отключать их в отсутствии дуги. Стандарт не упоминает о тестировании на совместимость с системами передачи данных по ЛЭП, использующими тот же частотный диапазон, что и высокочастотный канал УЗДП; на практике это также может порождать проблемы. Например, российский разработчик УЗДП «Меандр» предупреждает, что выпускаемые «УЗМ-50МД с версией прошивки до V5 включительно не совместимы с технологией передачи данных по электрической проводке
PowerLine (PC-технология HomePlug AV)».
УЗДП европейского стандарта обязательно комплектуются встроенными средствами контроля (тестирования), запускаемыми вручную либо автоматически. В режиме самотестирования микроконтроллер синтезирует аналоговые сигналы, имитирующие реальные токи дугового пробоя, и подаёт их на входы низкочастотного и высокочастотного каналов аналоговой обработки. Если программа распознаёт «пробой» в заданный срок, испытание считается пройденным. Микроконтроллер зажигает зелёный индикатор («OK»), разъединитель контролируемой цепи остаётся замкнутым. Если в заданный срок программа не распознала «пробой», микроконтроллер отключает нагрузку и зажигает индикатор внутренней неисправности. В ручном режиме при нажатии оператором кнопки «тест» микроконтроллер выполняет те же действия, а затем — при любом исходе испытания — отключает нагрузку. Если программа корректно распознала «пробой», то зелёный индикатор загорится только тогда, когда оператор вручную замкнёт разъединитель нагрузки.